# Rachel Thevenard
Rachel Tevenard (Waterloo, Ontario, 1993) is een Canadese actrice. Ze is opgegroeid in Vancouver.
Thevenard is bekend van Skins US op MTV waarin ze de rol speelt van Michelle Richardson. Ze is ook vanaf september 2011 te zien in de Amerikaanse soapserie The Bold and the Beautiful als Alexandria Forrester.
Ze zit op school op het Waterloo Collegiate Institute.